# Эдмер
Эдмер, или Эадмер Кентерберийский (англ. Eadmer, лат. Eadmerus Cantuariensis; около 1063 или 1065 — около 1128 или между 1129 и 1139, Кентербери) — средневековый английский хронист и богослов, монах-бенедиктинец, епископ Сент-Эндрюса (1120—1121), автор жития Святого Ансельма и латинской хроники «История нового времени в Англии» (лат. Historia novorum in Anglia), посвящённой истории Англии ранненормандского периода.

## Биография
Родился в 1063 или 1065 году, незадолго до нормандского завоевания Англии, в знатной семье, имевшей, судя по его имени, англосаксонские корни. В юности принял постриг в бенедиктинском монастыре Крайст-Чёрч в Кентербери, где в 1079 году познакомился с Ансельмом, в то время ещё аббатом Бекского монастыря, часто приезжавшим в Англию. Близкие отношения его с Ансельмом возобновились после 1093 года, когда последний был избран архиепископом Кентерберийским. Эдмер стал не просто учеником Ансельма, но и его секретарём и капелланом, сопровождая его в поездках в Рим, в Клюни и на церковные соборы в Бари (1098) и Ватикане (1099). Сохраняя близкие отношения с Ансельмом вплоть до его смерти в 1109 году, стал другом и советником его преемника Ральфа Эскюрского. 
В 1120 году кандидатуру Эдмера предложили на пост епископа Сент-Эндрюса, однако вскоре после прибытия Эдмера в Шотландию между ним и королём Александром I разразился конфликт по поводу права Кентерберийского архиепископа рукополагать шотландских священнослужителей. Потерпев неудачу в Шотландии, в 1121 году Эдмер сложил с себя сан епископа и вернулся в Кентербери, где занимал должность регента соборного хора (лат. precentor) до самой своей смерти, наступившей, видимо, между 1128 и 1139 годами.

## Сочинения
Перу Эдмера принадлежит несколько исторических и богословских трудов, оказавших значительное влияние на развитие исторической науки средневековой Англии. Наиболее известными среди них являются:
1. «История нового времени в Англии» (лат. Historia novorum in Anglia), или «Новая история» (лат. Historia novorum) — хроника событий в Англии в период от нормандского завоевания до 1122 года. Хотя эта работа посвящена, прежде всего, церковным проблемам и истории английской церкви, Эдмер существенное влияние уделял описанию политических событий, обычаев и нравов современного ему общества. Это делает «Новую историю» одним из важнейших источников по истории ранненормандской Англии. Особое значение имеет изложение обстоятельств конфликта между Ансельмом Кентерберийским и королём Вильгельмом II Руфусом, а также история борьбы за инвеституру в Англии. По-видимому, «Новая история» предназначалась для ограниченной аудитории: монахов Кентербери и подчинённых их епархии монастырей, и потому сохранилась всего в двух полных рукописях, включая автографическую. Однако ещё во второй четверти XII столетия это сочинение стало известно образованным современникам Эдмера, в частности, Иоанну Вустерскому и Уильяму Мальмсберийскому, использовавшему её в качестве образца[10]. Впервые оно было напечатано в 1551 году в Антверпене[11], а в 1623 году издано в Лондоне историком и антикварием Джоном Селденом[12]; академическое издание выпущено было в 1884 году в академической «Rolls Series» под редакцией Мартина Рула[13].
2. «Житие Ансельма» (лат. Vita Anselmi) — биография Святого Ансельма, архиепископа Кентерберийского. Вероятно, наиболее известная работа Эдмера, написанная около 1124 года[3] и впервые опубликованная в 1551 году вместе с «Новой историей», считается одной из наиболее оригинальных церковных биографий средневековья. Ансельм Кентерберийский в ней предстаёт необычайно рельефно и жизненно, в частности, благодаря воспроизведению его речи, характерных риторических оборотов и способов словесного выражения.
3. «К вопросу о святом зачатии Марии» (лат. De Conceptione Sanctae Mariae) — теологический трактат, в котором Эдмер впервые в истории христианства даёт серьёзное обоснование доктрины о непорочном зачатии Девы Марии.
4. Агиографический сборник «Opuscula», включающий оригинальные версии житий Святого Дунстана, Эдуарда Исповедника, Святого Вилфрида, Святого Одона, Святого Освальда и Святого Бреговина[9]. Большая часть из них впервые была издана в 1691 году в собрании церковного историка Генри Уортона[англ.] «Англия Священная» (лат. Anglia Sacra)[14]; биография Св. Дунстана опубликована в 1874 году в той же «Rolls Series» под редакцией учёного епископа Уильяма Стеббса[13].

Большинство манускриптов с работами Эдмера хранится в настоящее время в библиотеке колледжа Корпус-Кристи в Кембридже.

## Издания
- Memorials of St. Dunstan, Archbishop of Canterbury, edited by William Stubbs. — London:  1874. — (Rolls Series, 63).
- Eadmeri Historia Novorum in Anglia, et. Opuscula duo de Vita sancti An selmi it quibusdam miraculis ejus. Edited from manuscripts in the library of Corpus Christi College, Cambridge, by Martin Rule. — London: Longman, 1884. — (Rolls Series, 81).
- The Life of St. Anselm, by Eadmer. Edited, with translation, by Richard William Southern. — London; Edinburgh: Thomas Nelson and Sons Ltd., 1962. — xxxvii, 350 p. — (Nelson's Medieval Texts).
- Eadmer's History of Recent Events in England (Historia Novorum). Edited by Martin Rule, translated by Geoffrey Bosanquet. — London: Cresset Press, 1964. — 240 p.